# Іцков Юрій Леонідович
Юрій Леонідович Іцков (рос. Юрий Леонидович Ицков; нар. 29 травня 1950, Москва, СРСР) — радянський російський актор театру, кіно та телебачення, Народний артист Російської Федерації (1999).

## Життєпис
Юрій Іцков народився в Москві, у родині Леоніда Іцкова (театрального режисера та сценографа, народного артиста Таджицької РСР і заслуженого артиста Узбецької РСР) та акторки Олександри Іцкової.
Закінчив у 1970 році Далекосхідний державний інститут мистецтв у Владивостоці.
У 1971 — 1979 роках працював актором Іркутського драматичного театру імені М. П. Охлопкова.
1979 року переїхав в Омськ, де до 2001 року працював у Омському академічному театрі драми.
У 2001 році Іцков переїхав в Санкт-Петербург, де увійшов в трупу Театру на Василівському.

## Фільмографія
| Рік       |   | Українська назва         | Оригінальна назва       | Роль                                                                    |
| --------- | - | ------------------------ | ----------------------- | ----------------------------------------------------------------------- |
| 2019      | с | Алекс Лютий              | Алекс Лютый             | Петро Сомов, генерал-лейтенант МВС СРСР                                 |
| 2017      | ф | Три дні до весни         | Три дня до весны        | Савінов, директор інституту експериментальної медицини та мікробіології |
| 2017—2019 | с | Іванови-Іванови          | Ивановы-Ивановы         | Віктор Олексійович, батько Олексія Іванова                              |
| 2015      | с | Петля Нестерова          | Петля Нестерова         | Віктор Петрович Корольов, генерал-майор                                 |
| 2015      | с | Слідчий Тихонов          | Следователь Тихонов     | Ной Халецький, експерт-криміналіст МУРу                                 |
| 2012      | ф | Служу Радянському Союзу! | Служу Советскому Союзу! | «Одеса», пахан                                                          |
| 2011      | ф | Небесний суд             | Небесный суд            | Август Карлович, зберігач тіл                                           |
| 2008      | ф | Гра                      | Игра                    | Сергій Данилович, перемовник                                            |
| 2008      | ф | Дай мені відповідь       | Ответь мне              | Уткін                                                                   |
| 2008      | с | Бандитський Петербург-10 | Бандитский Петербург-10 | Валентин Лосєв «Сохатий»                                                |
| 2008      | ф | Той, хто гасить світло   | Тот, кто гасит свет     | Сергій Заславський                                                      |
| 2007      | ф | 18—14                    | 18—14                   | Олексій Аракчеєв                                                        |
| 2006      | с | Бандитський Петербург-9  | Бандитский Петербург-9  | Валентин Лосєв «Сохатий»                                                |
| 2006      | с | Бандитський Петербург-8  | Бандитский Петербург-8  | Валентин Лосєв «Сохатий»                                                |
| 2006      | ф | Перегін                  | Перегон                 | Свист, політрук                                                         |
| 2005      | с | Бандитський Петербург-7  | Бандитский Петербург-7  | Валентин Лосєв «Сохатий»                                                |
| 2005      | с | Брежнєв                  | Брежнев                 | майор                                                                   |
| 2004      | ф | Рагін                    | Рагин                   | Мойсейка, пацієнт палати № 6                                            |
| 2003      | ф | Лінії долі               | Линии судьбы            | епізодична роль                                                         |
| 1989      | ф | Кому на Русі жити...     | Кому на Руси жить…      | Гена                                                                    |